# Wpa supplicant
wpa_supplicant je v informatice název svobodné implementace IEEE 802.11i suplikantu pro Linux, FreeBSD, NetBSD a Microsoft Windows. Kromě plné podpory WPA2 obsahuje podporu pro WPA a starší bezpečnostní protokoly Wi-Fi:
- WPA a kompletní IEEE 802.11i/RSN/WPA2
- WPA-PSK a WPA2-PSK (pre-shared key) (tzv. „WPA-Personal“)
- WPA s EAP (např. s ověřovacím serverem RADIUS) (tzv. „WPA-Enterprise“)
- správu klíčů pro CCMP, TKIP, WEP (jak 104/128 tak 40/64 bit)
- RSN: PMKSA kešování, před-ověření

- IEEE 802.11r
- IEEE 802.11w
- Wi-Fi Protected Setup (WPS)

## Konfigurace
Společně se suplikantem je dodáván nástroj pro grafické uživatelské rozhraní (GUI) a utilita pro příkazový řádek, které slouží pro komunikaci s běžícím suplikantem. Oběma způsoby lze zhlédnout seznam aktuálně viditelných bezdrátových sítí. Lze nějakou síť vybrat, dodat případné doplňující informace potřebné pro ověření (např. heslovou frázi, uživatelské jméno a heslo, symetrický klíč) a přidat spojení do seznamu pro možnost automatického opětovného připojení. Grafické uživatelské prostředí je postaveno na Qt knihovně od Qt Software (dříve známé jako Trolltech).

## Metody EAP
Podporované metody EAP:
- EAP-TLS
- EAP-PEAP (jak PEAPv0 tak i PEAPv1)
- EAP-TTLS
- EAP-SIM
- EAP-AKA
- EAP-PSK (experimentálně)
- EAP-FAST
- EAP-PAX
- EAP-SAKE
- EAP-GPSK
- LEAP (poznámka: vyžaduje speciální podporu od ovladače)

## Chyby
V roce 2017 bylo odhaleno, že wpa_supplicant je podobně jako jiné implementace zranitelný rodinou chyb protokolu WPA nazvanou KRACK. Přímo u wpa-supplicantu chyba z této rodiny dokonce umožňovala vnutit do komunikace nulový šifrovací klíč.